# Álvaro Muñiz Cegarra
Álvaro Muñiz Cegarra (Gijón, 7 de septiembre de 1988), más conocido como Muñiz, es un futbolista español que juega en la demarcación de centrocampista para el Real Jaén C. F. de la Segunda Federación.

## Trayectoria
En los primeros años de su carrera estuvo jugando para equipos de Segunda División B como el Burgos C. F., La Hoya Lorca C. F., Pontevedra C. F., C. D. Lealtad o Marino de Luanco, entre otros.
Durante la temporada 2017-18 formó parte de la S. D. Formentera. El 30 de noviembre de 2017 logró marcar un gol al Athletic Club en el Estadio de San Mamés en el minuto 95 de la eliminatoria de Copa del Rey para clasificar al conjunto balear por cero goles a uno y eliminar al equipo de Primera División.
En verano de 2018 firmó con el Club Internacional de Madrid. En el conjunto madrileño jugó la primera parte de la temporada antes de iniciar su primera experiencia en el extranjero con el F. C. Inter Turku después de más de 250 partidos en once temporadas en la Segunda División B.
En su primera temporada en Finlandia consiguió el subcampeonato de la Veikkausliiga, clasificándose para jugar la Liga Europa de la UEFA.
El 28 de enero de 2021 regresó a España y firmó por la Unión Popular de Langreo. Posteriormente recaló en el C. F. Badalona antes de volverse a marchar fuera de su país en enero de 2022 tras fichar por el Hibernians F. C. maltés. De este modo ayudó al club a lograr su decimotercera Premier League de Malta al término de la temporada.
Su experiencia allí no duró mucho más tiempo, ya que el 1 de agosto de 2022 se incorporó a la U. D. Melilla para la temporada 2022-23. La siguiente fichó por el F. C. La Unión Atlético que había ascendido a la Segunda Federación. En este equipo estuvo media campaña y el 31 de enero de 2024 firmó por el Real Jaén C. F.

## Clubes
| Club                          | País      | Año       |
| ----------------------------- | --------- | --------- |
| U. D. Pájara Playas de Jandía | España    | 2008-2009 |
| F. C. Cartagena - La Unión    | España    | 2009-2010 |
| Moratalla C. F.               | España    | 2010      |
| F. C. Cartagena - La Unión    | España    | 2010-2012 |
| Burgos C. F.                  | España    | 2012      |
| A. D. Mar Menor               | España    | 2012-2013 |
| Marino de Luanco              | España    | 2013-2014 |
| La Hoya Lorca C. F.           | España    | 2014-2015 |
| Pontevedra C. F.              | España    | 2015      |
| C. D. Lealtad                 | España    | 2015-2017 |
| S. D. Formentera              | España    | 2017-2018 |
| U. D. Ibiza                   | España    | 2018      |
| Club Internacional de Madrid  | España    | 2018-2019 |
| F. C. Inter Turku             | Finlandia | 2019-2021 |
| U. P. Langreo                 | España    | 2021      |
| C. F. Badalona                | España    | 2021-2022 |
| Hibernians F. C.              | Malta     | 2022      |
| U. D. Melilla                 | España    | 2022-2023 |
| F. C. La Unión Atlético       | España    | 2023-2024 |
| Real Jaén C. F.               | España    | 2024-     |

## Palmarés

### Títulos nacionales
| Título                  | Club             | País  | Año  |
| ----------------------- | ---------------- | ----- | ---- |
| Premier League de Malta | Hibernians F. C. | Malta | 2022 |